# Eustochium

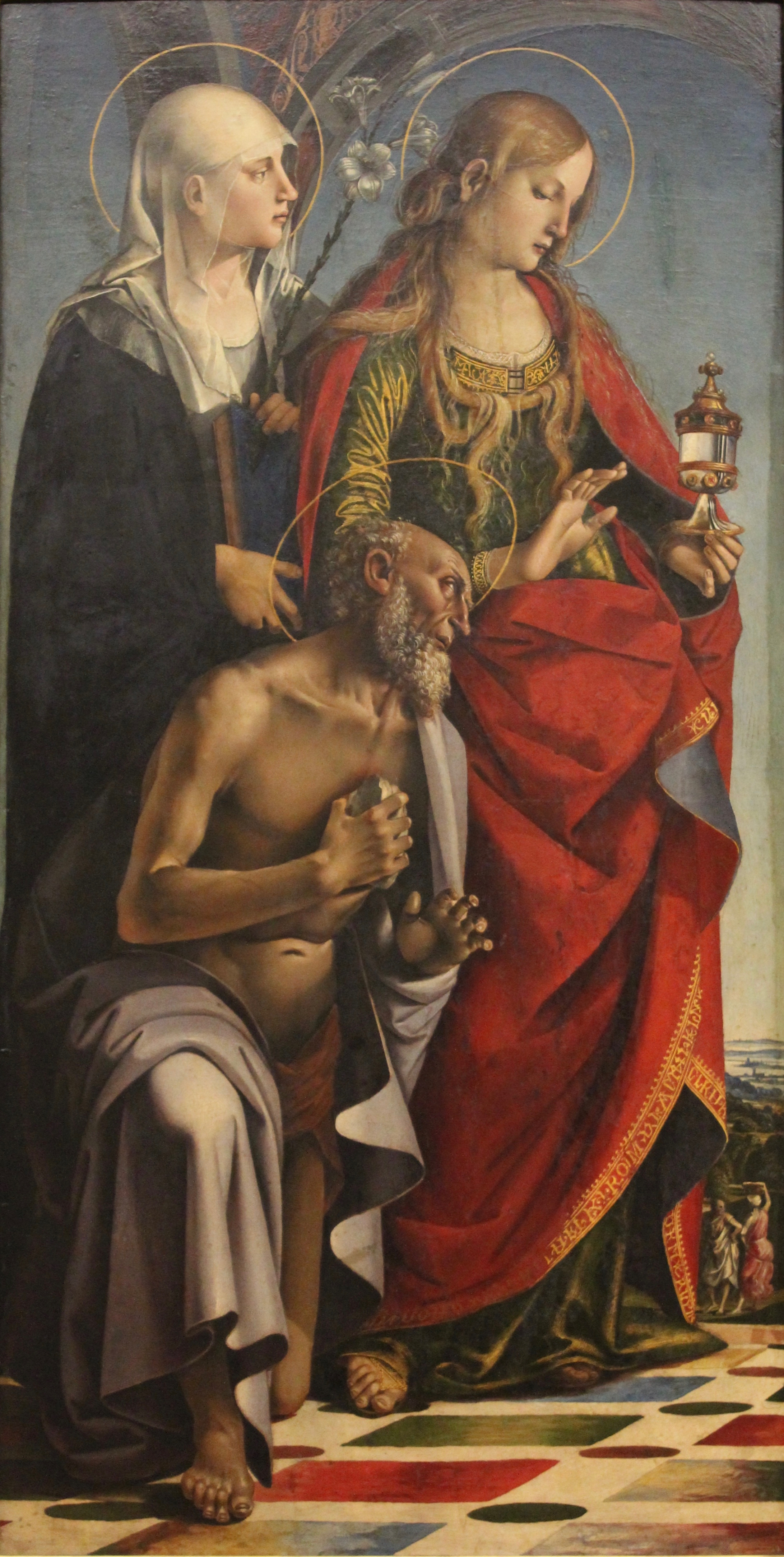
Luca Signorelli – Hl. Hieronymus mit den hll. Paula und Eustochium (um 1500)

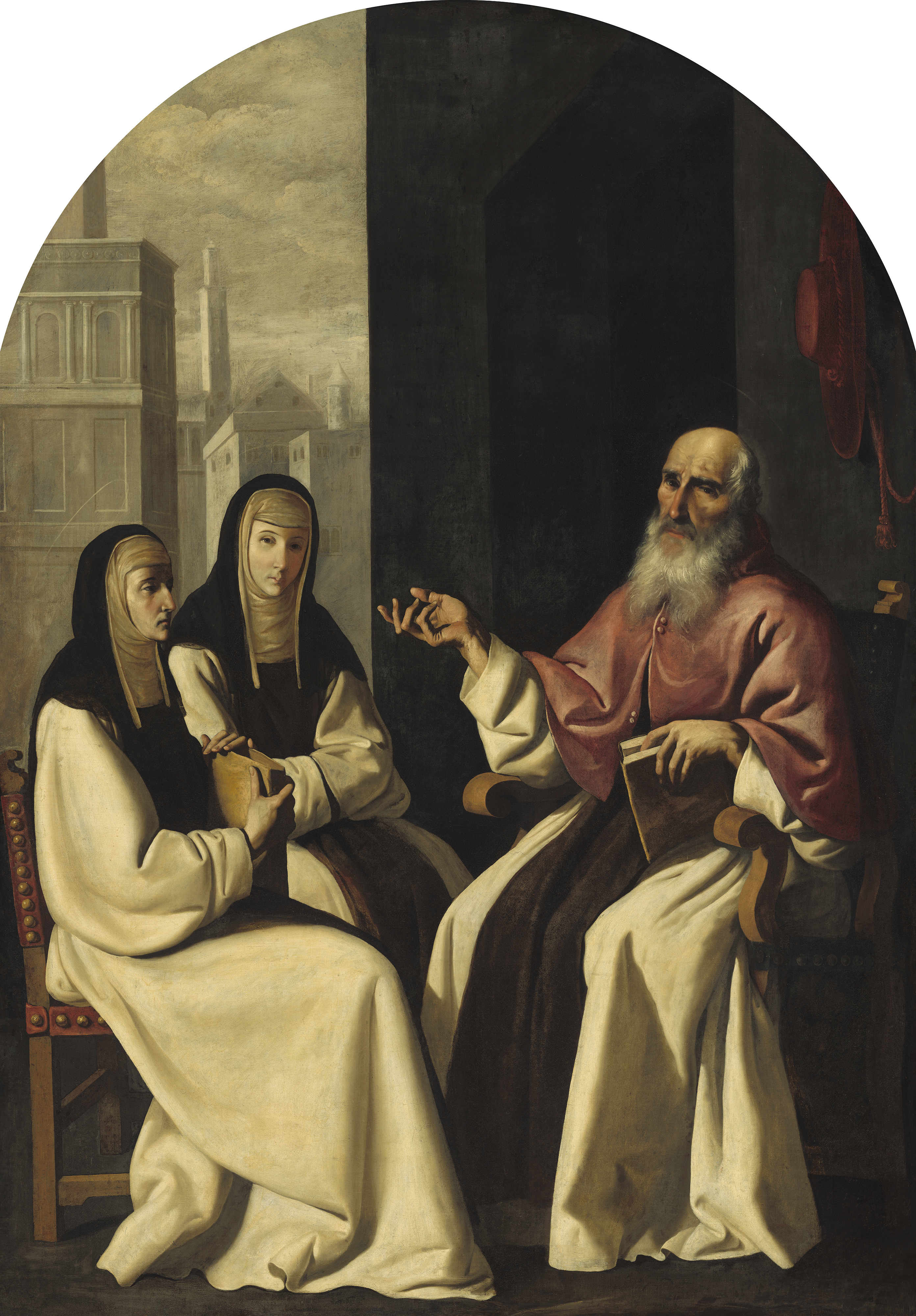
Francisco de Zurbarán – Hl. Hieronymus mit den hll. Paula und Eustochium (um 1640)

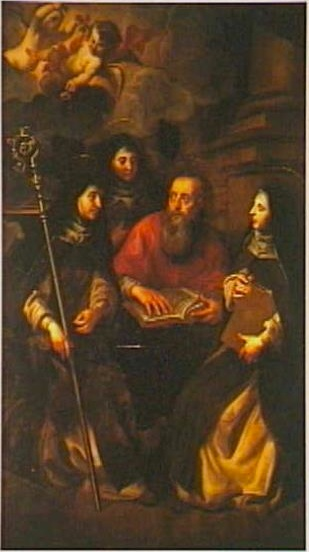
Jan Hovaert – Hl. Hieronymus mit den hll. Paula und Eustochium und der hl. Marcella (um 1650)

Julia Eustochia oder auch nur Eustochium (* um 368 in Rom; † 28. September 419 oder 420 in Bethlehem), geboren als Julia von Rom, war eine geweihte Jungfrau der frühen Kirche. Ihr Gedenktag in der katholischen und der orthodoxen Kirche ist der 28. September.

## Vita
Eustochium war eines der vier Kinder der später heiliggesprochenen Paula und des römischen Senators Toxotius. Nach dem Tode ihres Mannes lebte Paula mit ihrer Tochter Eustochium ein abgeschiedenes Leben in der Art der Wüstenväter.
Als der Kirchenvater Hieronymus im Jahr 382 von einer Reise aus Palästina zurückkehrte, wurde er ihr geistlicher Begleiter. Hymettius, ein Onkel Eustochiums, und seine Frau Praetextata versuchten vergeblich, die junge Frau dazu zu bewegen, das Leben in der Abgeschiedenheit aufzugeben und sich den weltlichen Freuden zuzuwenden. Um das Jahr 384 gelobte sie feierlich ein jungfräuliches Leben um des Himmelreiches willen. Zu diesem Anlass schrieb Hieronymus ihr seinen berühmten Brief De custodia virginitatis. Ein Jahr später – nach dem tragischen Tod von Eustochiums Schwester Blaesilla, die sich zu Tode gehungert hatte – kehrte Hieronymus nach Palästina zurück, wohin ihm Paula und Eustochium wenig später folgten. Im Jahr 386 begleiteten sie ihn auf seiner Reise nach Ägypten, wo sie die Eremiten der Sketischen Wüste aufsuchten, um mehr über deren Lebensweise zu erfahren und etwas davon für sich selbst übernehmen zu können. Im Herbst desselben Jahres kehrten sie nach Palästina zurück und ließen sich dauerhaft in Bethlehem nieder.
Paula und Eustochium begannen unverzüglich mit der Errichtung von vier Klöstern und einem Hospiz nahe dem Geburtsort Christi. Während des Baus der Klöster wohnten sie in einem kleinen Haus in der Nachbarschaft. Eines der Klöster wurde von Mönchen bezogen und unter die Leitung des Hieronymus gestellt. Die drei anderen wurden von Paula, Eustochium und den zahlreichen geweihten Jungfrauen besiedelt, die sich ihnen angeschlossen hatten.
Die drei Frauengemeinschaften, die der Aufsicht der Paula unterstanden, hatten eine gemeinsame Kapelle, in der sich alle Schwestern mehrere Male täglich zum gemeinsamen Stundengebet trafen. Von Hieronymus ist überliefert, dass Paula und Eustochium auch die niedrigsten Arbeiten verrichteten. Den größten Teil ihrer Zeit verbrachten sie jedoch mit dem Studium geistlicher Schriften unter der Anleitung des Hieronymus. Eustochium sprach fließend Lateinisch und Griechisch und konnte auch hebräische Texte lesen. Viele der Kommentare des Hieronymus sind dank der Arbeit Eustochiums überliefert. Er selbst widmete ihr seine Kommentare zu den Büchern der Propheten Jesaja und Ezechiel.
Die Briefe, die Hieronymus zur geistlichen Unterweisung Eustochiums schrieb, sind, wie er selbst schrieb, sehr zahlreich. Nach dem Tode Paulas im Jahre 404 übernahm Eustochium die Leitung der Frauengemeinschaften. Dies war keine leichte Aufgabe, da die Frauen wegen der reichlichen Almosen, die Paula gegeben hatte und die nach ihrem Tod fortfielen, mittlerweile verarmt waren. Hieronymus erwies sich auch hier als hilfreicher und kluger Ratgeber.
Im Jahr 417 wurden die Klöster in Bethlehem von Gewalttätern überfallen, die eines von ihnen niederbrannten und dabei viele der Jungfrauen folterten und töteten. Diese Gewalttat wurde möglicherweise von Johannes II., dem Patriarchen von Jerusalem, und Vertretern des Pelagianismus angestiftet, die zuvor von Hieronymus kritisiert worden waren. Hieronymus und Eustochium wandten sich an Papst Innozenz I., der den Patriarchen scharf verurteilte, weil er diese Tat zugelassen hatte.
Eustochium starb kurz danach. Ihre Nachfolgerin als Vorsteherin der Frauengemeinschaften wurde ihre Nichte, Paula die Jüngere. Es wird vermutet, dass es sich bei Eustochius von Tours um einen Neffen Eustochiums handelte; zu ihren weitläufigeren Verwandten gehören möglicherweise auch die später ebenfalls als Heilige verehrten Perpetua und Volusianus.

## Verehrung
Julia Eustochia bzw. Eustochium wird nur selten verehrt; ihr ist keine Kirche geweiht.

## Darstellung
Mittelalterliche Darstellungen der Heiligen sind nicht bekannt. Seit Beginn der italienischen Renaissance (ca. 1400) gibt es vereinzelte Bildnisse, wobei jedoch Gruppenbilder mit dem hl. Hieronymus und der hl. Paula überwiegen.